# Marlene Favela
Marlene Favela (Silvia Marlene Favela Meraz; Santiago Papasquiaro, Durango, Meksiko, 5. kolovoza 1976. — ) meksička je glumica i model, najpoznatija po ulogama u meksičkim telenovelama.
Njezina najpoznatija uloga je ona Esmeralde Sánchez de Moncade iz telenovele El Zorro, la espada y la rosa. Druga vrlo poznata uloga je Cecilije iz telenovele Između ljubavi i mržnje.

## Filmografija
- María José (telenovela) — Deborah
- María Isabel (1997.) — Patricia
- Mujeres engañadas — Leticia
- Za tvoju ljubav — Mónica[3]
- Između ljubavi i mržnje — Cecilia[4]
- Rubí — Sonia Chavarría González
- Protiv vjetra i oluje — Natalia Ríos Soler
- Ružna Betty — Sestra Eva/Esmeralda
- El Zorro, la espada y la rosa — Esmeralda Sánchez de Moncada